# Valle Belice
I vini IGT Valle Belice sono composti dalle varietà passito, rosato, rosso e bianco. Essi vengono prodotti nella Valle del Belice tra le province di Agrigento e Palermo precisamente nei comuni di Montevago, Menfi, Santa Margherita Belice, e Contessa Entellina.

## Vinificazione
Devono essere presenti per la vinificazione le condizioni ambientali originarie della zona Belicina. La resa non deve essere superiore a 15 tonnellate per ettaro e deve essere assicurato un titolo alcolemico dell'11%.